# 1989 (album)
Pour les articles homonymes, voir 1989 (homonymie).
Cet article concerne l'album d'origine de Taylor Swift. Pour l'album réenregistré de la même chanteuse, voir 1989 (Taylor's Version).
Albums de Taylor Swift
Red
(2012) Reputation
(2017)
Singles
1. Shake It Off
Sortie : 18 août 2014
2. Blank Space
Sortie : 10 novembre 2014
3. Style
Sortie : 9 février 2015
4. Bad Blood
Sortie : 17 mai 2015
5. Wildest Dreams
Sortie : 30 août 2015
6. Out of the Woods
Sortie : 31 décembre 2015
7. New Romantics
Sortie : 13 avril 2016

1989 est le cinquième album de l'auteure-compositrice-interprète américaine Taylor Swift, sorti le 27 octobre 2014 aux États-Unis, sous le label Big Machine Records. Taylor a travaillé sur cet album entre 2013 et 2014, et a beaucoup collaboré avec les producteurs Max Martin et Shellback. Le titre de l'album représente l'année de naissance de Taylor.
Le premier single officiel de cet album est Shake It Off et est sorti le 18 août 2014. Il se classe en tête du Billboard Hot 100 aux États-Unis ; il devient donc le deuxième single officiel de la chanteuse à avoir été numéro 1 aux États-Unis. Selon la Fédération internationale de l'Industrie phonographique, les ventes de l'album sont estimées en février 2015 à 8,6 millions avec 6 millions de copies pour la seule année 2014. En date du 2 septembre 2015, les ventes de l'album seraient de plus de 10 millions d'exemplaires depuis sa sortie.
L'album a remporté le prix de l'Album de l'année aux Grammy Awards 2016. Cela permet à Taylor Swift d'entrer dans l'histoire de la musique : elle est la première femme à avoir remporté plus d'une fois ce prix. L'album y a également remporté le prix du meilleur album pop.
La réédition de l'album, 1989 (Taylor's Version), donnant suite au projet de réenregistrement des albums de Taylor Swift sort le 27 octobre 2023, neuf ans après la date de sortie initiale.

## Création
En octobre 2013, Taylor a déclaré que cela faisait « plus de six mois qu'elle écrivait des chansons pour un nouveau projet ». Le mois suivant, elle a expliqué au magazine Billboard : « Il y a déjà sept ou huit chansons que je veux mettre dans mon prochain album. Je suis en train de créer un nouveau son, et c'est tout ce que je désirais. ». En février 2014, Taylor a confirmé qu'elle travaillait à nouveau avec Max Martin et Shellback - avec qui elle avait déjà collaboré sur trois chansons pour son album Red (2012). Cette fois-ci, ils ont collaboré sur "bien plus que seulement trois chansons". Diane Warren, Jack Antonoff et Ryan Tedder ont également participé à la création de l'album.
En septembre 2014, Taylor a révélé dans le magazine Rolling Stone que l'une des chansons de l'album sort tout droit de son journal intime. Elle a également déclaré que sa chanson préférée est Out of the Woods - qu'elle a co-écrite avec Jack Antonoff : « Une partie de cette chanson se lit comme si on lisait un journal intime, et une autre partie se lit comme quelque chose que 100 000 personnes devraient crier toutes ensemble. Elle contient ces grandes phrases où tout le monde peut s'identifier ; elle est très honnête. ».

## Sortie et promotion

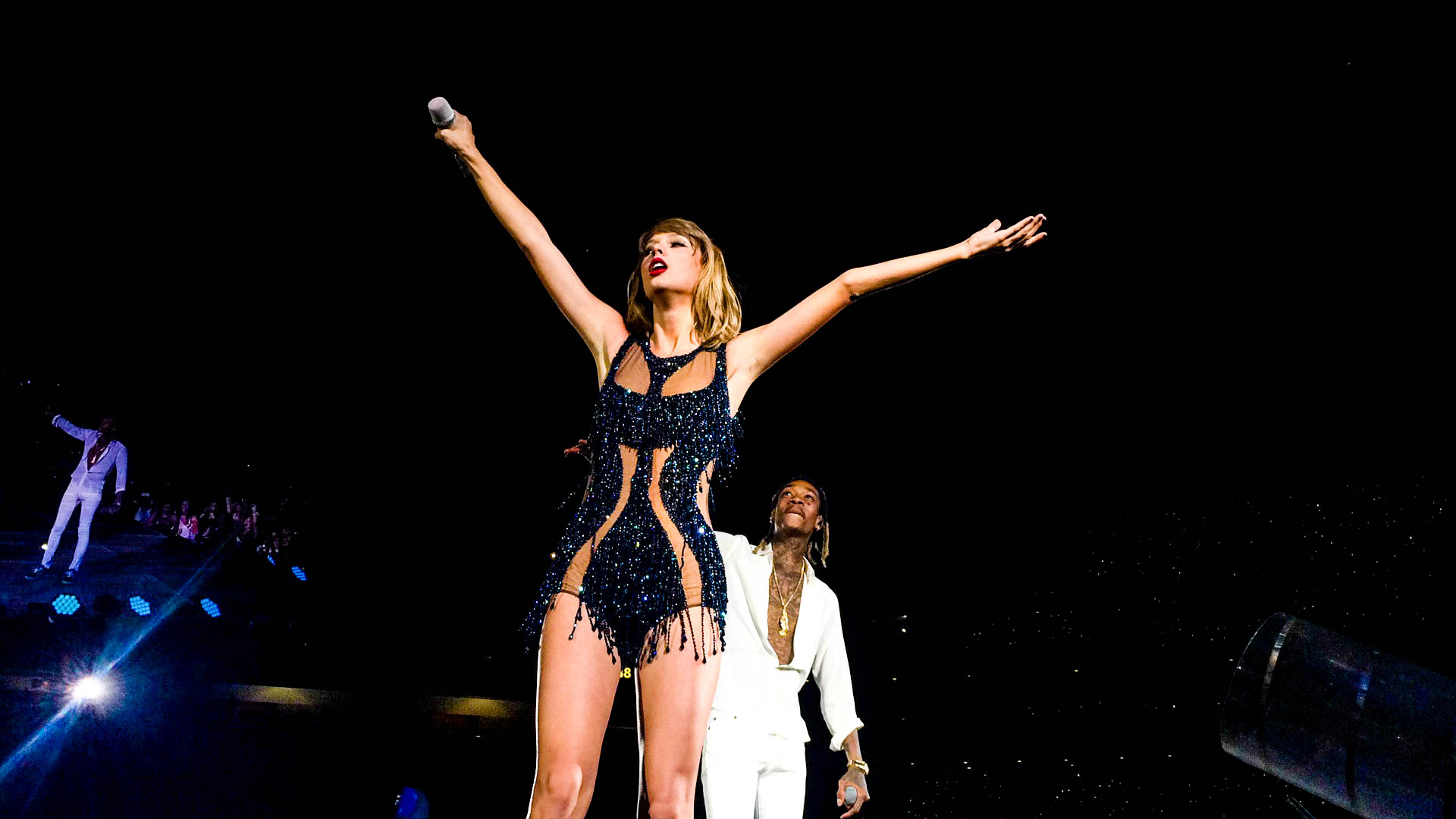
Taylor Swift lors du « The 1989 World Tour »

Lors d'une interview durant l'émission de radio britannique Kiss (en) en août 2014, Taylor a confirmé que l'album s'intitulerait 1989 — en référence à son année de naissance : « Il y a quelques artistes des années 80 que j'admire et que je trouve audacieux, hasardeux et incroyables. Ils avaient de l'avance sur leur époque, comme Annie Lennox ou encore Madonna ; Like a Prayer est la meilleure chanson pop de tous les temps. ».
Mi-août 2014, Taylor a révélé que l'album sortirait le 27 octobre 2014 aux États-Unis et qu'il contiendrait treize chansons. La version Deluxe , disponible dans le monde entier contient trois chansons en bonus ainsi que trois mémos audios permettant à l'auditeur de mieux comprendre le processus d'écriture de Taylor.  
Deux semaines avant la sortie de l'album, des estimations annonçaient que 1989 se vendrait aux États-Unis entre 600 000 et 750 000 exemplaires, dès la première semaine. Cependant, le magazine Billboard a déclaré qu'il se vendrait à plus d'un million d'exemplaires. Deux jours seulement après sa sortie, plus de 751 000 exemplaires de l'album ont été vendus dans le pays. En une semaine, l'album a été vendu à près de 1,29 million d'exemplaires aux États-Unis.

### Réédition
Le 10 août 2023, Taylor Swift annonce en live lors de son sixième concert au Sofi Stadium d'Inglewood (LA, CA) lors de l'acoustic set avec la chanson de clôture de l'album New Romantics et sur Instagram la réédition de son album. La date de sortie est fixée au 27 octobre 2023, soit 9 ans jour pour jour après sa sortie initiale. 1989 (Taylor's Version) contient cinq morceaux inédits.

## Singles
Le 18 août 2014, Taylor a sorti le premier single officiel, intitulé Shake It Off - qui a été écrit par Taylor, Max Martin et Shellback. Le clip est sorti le même jour et a été réalisé par Mark Romanek. Le 10 novembre 2014, Taylor sortira le deuxième single officiel - intitulé Blank Space.
Elle a ensuite sorti deux chansons promotionnelles : Out of the Woods (le 14 octobre 2014) et Welcome to New York (le 20 octobre 2014). Le 22 octobre 2014, Taylor a dévoilé trente secondes de la chanson Style. Le 9 février 2015 sort Style, le troisième single extrait de l'album. Le 17 février 2015, Taylor annonce que Wonderland sort en tant que quatrième single extrait de l'album.
Le 17 mai 2015, le vidéoclip de Bad Blood a été dévoilé à l'occasion des Billboard Music Awards. ll bat le record de vue sur YouTube avec 20,1 millions de vues en 24 heures, battant ainsi le record de Nicki Minaj sur Anaconda de 19,6 millions de vues.
Les deux premiers singles figurent sur la durée parmi les cinq chansons les plus écoutées de Taylor Swift sur Spotify. En 2024, dix ans après la sortie de l'album, ils dépassent le milliard d'écoutes : Blank Space, longtemps sa chanson la plus écoutée, cumule 1,7 milliard d'écoutes et Shake it Off 1,5 milliard (5e chanson la plus écoutée). Style, autre single, dépasse aussi le milliard d'écoutes et est alors son 8e titre le plus écouté.

## Liste des pistes

### Édition Standard
| No  | Titre                      | Auteur                                          | Producteur(s)                                         | Durée |
| --- | -------------------------- | ----------------------------------------------- | ----------------------------------------------------- | ----- |
| 1.  | Welcome to New York        | Taylor Swift, Ryan Tedder                       | Taylor Swift, Ryan Tedder, Noel Zancanella            | 3:32  |
| 2.  | Blank Space                | Taylor Swift, Max Martin, Shellback             | Max Martin, Shellback                                 | 3:51  |
| 3.  | Style                      | Taylor Swift, Max Martin, Shellback, Ali Payami | Max Martin, Shellback, Ali Payami                     | 3:51  |
| 4.  | Out of the Woods           | Taylor Swift, Jack Antonoff                     | Taylor Swift, Jack Antonoff, Max Martin               | 3:55  |
| 5.  | All You Had to Do Was Stay | Taylor Swift, Max Martin                        | Max Martin, Shellback, Mattman & Robin                | 3:13  |
| 6.  | Shake It Off               | Taylor Swift, Max Martin, Shellback             | Max Martin, Shellback                                 | 3:39  |
| 7.  | I Wish You Would           | Taylor Swift, Jack Antonoff                     | Taylor Swift, Jack Antonoff, Max Martin, Greg Kurstin | 3:27  |
| 8.  | Bad Blood                  | Taylor Swift, Max Martin, Shellback             | Max Martin, Shellback                                 | 3:31  |
| 9.  | Wildest Dreams             | Taylor Swift, Max Martin, Shellback             | Max Martin, Shellback                                 | 3:40  |
| 10. | How You Get the Girl       | Taylor Swift, Max Martin, Shellback             | Max Martin, Shellback                                 | 4:07  |
| 11. | This Love                  | Taylor Swift                                    | Nathan Chapman, Taylor Swift                          | 4:10  |
| 12. | I Know Places              | Taylor Swift, Ryan Tedder                       | Taylor Swift, Ryan Tedder, Noel Zancanella            | 3:15  |
| 13. | Clean                      | Taylor Swift, Imogen Heap                       | Taylor Swift, Imogen Heap                             | 4:30  |

### Édition Deluxe
| No  | Titre                           | Auteur                              | Producteur(s)                           | Durée |
| --- | ------------------------------- | ----------------------------------- | --------------------------------------- | ----- |
| 14. | Wonderland                      | Taylor Swift, Max Martin, Shellback | Max Martin, Shellback                   | 4:05  |
| 15. | You Are in Love                 | Taylor Swift, Jack Antonoff         | Taylor Swift, Jack Antonoff, Max Martin | 4:27  |
| 16. | New Romantics                   | Taylor Swift, Max Martin, Shellback | Max Martin, Shellback                   | 3:50  |
| 17. | I Know Places (version mémo)    | Taylor Swift                        |                                         | 3:36  |
| 18. | I Wish You Would (version mémo) | Taylor Swift                        |                                         | 1:47  |
| 19. | Blank Space (version mémo)      | Taylor Swift                        |                                         | 2:11  |

## Crédits
- Chant: Taylor Swift*

## Récompenses
1989 est l'album pop le plus récompensé de l'histoire[réf. nécessaire]. Il a notamment permis à Taylor Swift de devenir la 1re femme à gagner 2 fois la récompense la plus prestigieuse des Grammys (album de l'année). Depuis, elle a reçu ce prix une 3e fois pour Folklore puis une 4e pour Midnights.
L'album a été nommé dans 10 catégories aux Grammy Awards 2016.
- Gagnant :
  - Album de l'année
  - Meilleur album pop vocal
  - Meilleur clip vidéo pour la chanson Bad Blood en collaboration avec Kendrick Lamar
- Nominations :
  - en 2015
    - Enregistrement de l'année pour Shake It Off
    - Chanson de l'année
    - Meilleure performance pop solo

  - en 2016:
    - Enregistrement de l'année pour Blank Space
    - Chanson de l'année
    - Meilleure performance pop solo
    - Meilleure performance pop en duo ou groupe pour Bad Blood avec Kendrick Lamar

## Classements
| Classement (2014)                  | Meilleure place |
| ---------------------------------- | --------------- |
| Allemagne (Media Control AG)       | 4               |
| Australie (ARIA)                   | 1               |
| Autriche (Ö3 Austria Top 40)       | 5               |
| Belgique (Flandre Ultratop)        | 1               |
| Belgique (Wallonie Ultratop)       | 7               |
| Canada (Canadian Albums Chart)     | 1               |
| Danemark (Tracklisten)             | 2               |
| Écosse (OCC)                       | 1               |
| Espagne (Promusicae)               | 4               |
| États-Unis (Billboard 200)         | 1               |
| Finlande (Suomen virallinen lista) | 10              |
| France (SNEP)                      | 9               |
| Irlande (IRMA)                     | 1               |
| Italie (FIMI)                      | 5               |
| Norvège (VG-lista)                 | 1               |
| Nouvelle-Zélande (RIANZ)           | 1               |
| Pays-Bas (Mega Album Top 100)      | 1               |
| Portugal (AFP)                     | 3               |
| Royaume-Uni (UK Albums Chart)      | 1               |
| Suède (Sverigetopplistan)          | 23              |
| Suisse (Schweizer Hitparade)       | 3               |
| Suisse (Romandie)                  | 1               |

## Certifications
| Pays              | Certification | Unités certifiées |
| ----------------- | ------------- | ----------------- |
| États-Unis (RIAA) | 9 × Platine   | 9 000 000         |
| France (SNEP)     | Platine       | 100 000           |
| Royaume-Uni       | 6 × Platine   | 1 800 000         |